# Jojo Anand
Jojo Anand (ur. 17 maja 1959 w Minjiutgarha-Kutungia) – indyjski duchowny rzymskokatolicki, od 2012 biskup Hazaribag.

## Życiorys
Święcenia kapłańskie przyjął 24 kwietnia 1992 i został początkowo inkardynowany do archidiecezji Ranchi, zaś w 1993 został prezbiterem diecezji Simdega. Po kilkuletnim stażu wikariuszowskim odbył w Rzymie studia licencjanckie z katechetyki. W 2005 powrócił do kraju i został dyrektorem diecezjalnego domu formacyjnego, a w latach 2005-2007 pełnił także funkcję wikariusza generalnego diecezji.
8 września 2012 został mianowany biskupem Hazaribag, zaś trzy miesiące później otrzymał sakrę biskupią z rąk kardynała Telesphore'a Toppo.